# Heimschuh
Heimschuh ist eine Gemeinde mit 1997 Einwohnern (Stand 1. Jänner 2025) im Bezirk Leibnitz in der Steiermark in Österreich.

## Geografie
Heimschuh liegt im Sulmtal zwischen zwei natürlichen Talsperren. Im Osten engt der Seggauberg das Tal ein, im Westen drängt der Königsberg die Sulm nach Norden. Das Tal liegt auf rund 300 Meter über dem Meer und von diesem steigt das Land bewaldet auf über 400 Meter im Norden und Süden an. Von der Gesamtfläche von neunzehn Quadratkilometer werden 47 Prozent landwirtschaftlich genutzt, 37 Prozent sind bewaldet.

### Gemeindegliederung
Am 1. Jänner 1968 wurde die Gemeinde Nestelberg eingemeindet.

Die Gemeinde besteht seither aus fünf Katastralgemeinden (Fläche Stand 31. Dezember 2023):
- Heimschuh (714,03 ha)
- Kittenberg (123,52 ha)
- Muggenau (279,71 ha)
- Nestelberg bei Heimschuh (351,04 ha)
- Unterfahrenbach (383,85 ha)

Die Gemeinde gliedert sich in sechs Ortschaften (Einwohner Stand 1. Jänner 2025):
- Heimschuh (1050)
- Kittenberg (41)
- Muggenau (111)
- Nestelberg (265)
- Pernitsch (99)
- Unterfahrenbach (431)

### Nachbargemeinden
Alle fünf Nachbargemeinden liegen im Bezirk Leibnitz.
| Kitzeck im Sausal | Tillmitsch                                  |          |
|                   | Kompassrose, die auf Nachbargemeinden zeigt | Leibnitz |
| Großklein         |                                             | Gamlitz  |

## Geschichte
Der Talboden der Sulm war in früherer Zeit eine Au, die häufig von Hochwassern überschwemmt wurde. Aus der Römerzeit ist eine Straße am Südrand des Heimschuher Beckens belegt. Sie war die Verbindung von Flavia Solva mit Virunum und führte auch über den Radlpass ins Drautal. Aus dieser Zeit wurden Marmorquader eines Römischen Hauses sowie mehrere Grabhügel gefunden.
Die Gründung des Ortes erfolgte vermutlich im 11. Jahrhundert durch die Grafen von Heunburg aus Kärnten.
Erstmals urkundlich erwähnt wird Heimschuh als „marchia apud hempsach“ im Jahr 1144. Im gleichen Jahr findet man die Schreibweise „Haimitsach“. Dieser Name geht auf den althochdeutschen Personennamen Haimo und althochdeutsch scahho (‚einzeln stehendes Waldstück‘) zurück. Aus dieser Zeit stammen auch die Reste einer Wehranlage am Königsberg. Darin wurden auch ein Schlüssel und Pfeilspitzen gefunden.
Die jetzige Pfarrkirche wird 1170 als Leibnitzer Filialkirche urkundlich erwähnt. Sie war damals den Heiligen Philipp und Jakob geweiht. Im Jahr 1493 wurde der hl. Sigismund Kirchenpatron, die Erhebung zur Pfarre erfolgte erst 1948.
Für rund siebzig Jahre ist ein lokales Adelsgeschlecht nachweisbar, beginnend mit Fritczel von Haimtschach im Jahr 1381 bis Sigmund Haimtschacher im Jahr 1453.
Im 18. Jahrhundert änderte sich mit der Niederschrift im ersten Grundkataster der Name auf „Heimschuch“. Noch 1870 wird ein Stempel mit diesem Namen verwendet, erst Jahre später wird daraus der heutige Name „Heimschuh“.
Die heutige Größe erhielt die Gemeinde 1967 durch die Zusammenlegung mit der Gemeinde Nestelberg und Teilen von Fahrenbach.

### Bevölkerungsentwicklung
| Heimschuh: Einwohnerzahlen von 1869 bis 2024        | Heimschuh: Einwohnerzahlen von 1869 bis 2024 | Heimschuh: Einwohnerzahlen von 1869 bis 2024 | Heimschuh: Einwohnerzahlen von 1869 bis 2024 | Heimschuh: Einwohnerzahlen von 1869 bis 2024 |
| --------------------------------------------------- | -------------------------------------------- | -------------------------------------------- | -------------------------------------------- | -------------------------------------------- |
| Jahr                                                |                                              |                                              |                                              | Einwohner                                    |
| 1869                                                | 1869                                         |                                              | 1.617                                        | 1.617                                        |
| 1880                                                | 1880                                         |                                              | 1.640                                        | 1.640                                        |
| 1890                                                | 1890                                         |                                              | 1.611                                        | 1.611                                        |
| 1900                                                | 1900                                         |                                              | 1.548                                        | 1.548                                        |
| 1910                                                | 1910                                         |                                              | 1.545                                        | 1.545                                        |
| 1923                                                | 1923                                         |                                              | 1.573                                        | 1.573                                        |
| 1934                                                | 1934                                         |                                              | 1.589                                        | 1.589                                        |
| 1939                                                | 1939                                         |                                              | 1.487                                        | 1.487                                        |
| 1951                                                | 1951                                         |                                              | 1.574                                        | 1.574                                        |
| 1961                                                | 1961                                         |                                              | 1.516                                        | 1.516                                        |
| 1971                                                | 1971                                         |                                              | 1.721                                        | 1.721                                        |
| 1981                                                | 1981                                         |                                              | 1.761                                        | 1.761                                        |
| 1991                                                | 1991                                         |                                              | 1.863                                        | 1.863                                        |
| 2001                                                | 2001                                         |                                              | 1.894                                        | 1.894                                        |
| 2011                                                | 2011                                         |                                              | 1.959                                        | 1.959                                        |
| 2021                                                | 2021                                         |                                              | 1.970                                        | 1.970                                        |
| 2024                                                | 2024                                         |                                              | 1.989                                        | 1.989                                        |
| Quelle(n): Statistik Austria, Gebietsstand 1.1.2021 |                                              |                                              |                                              |                                              |

## Kultur und Sehenswürdigkeiten

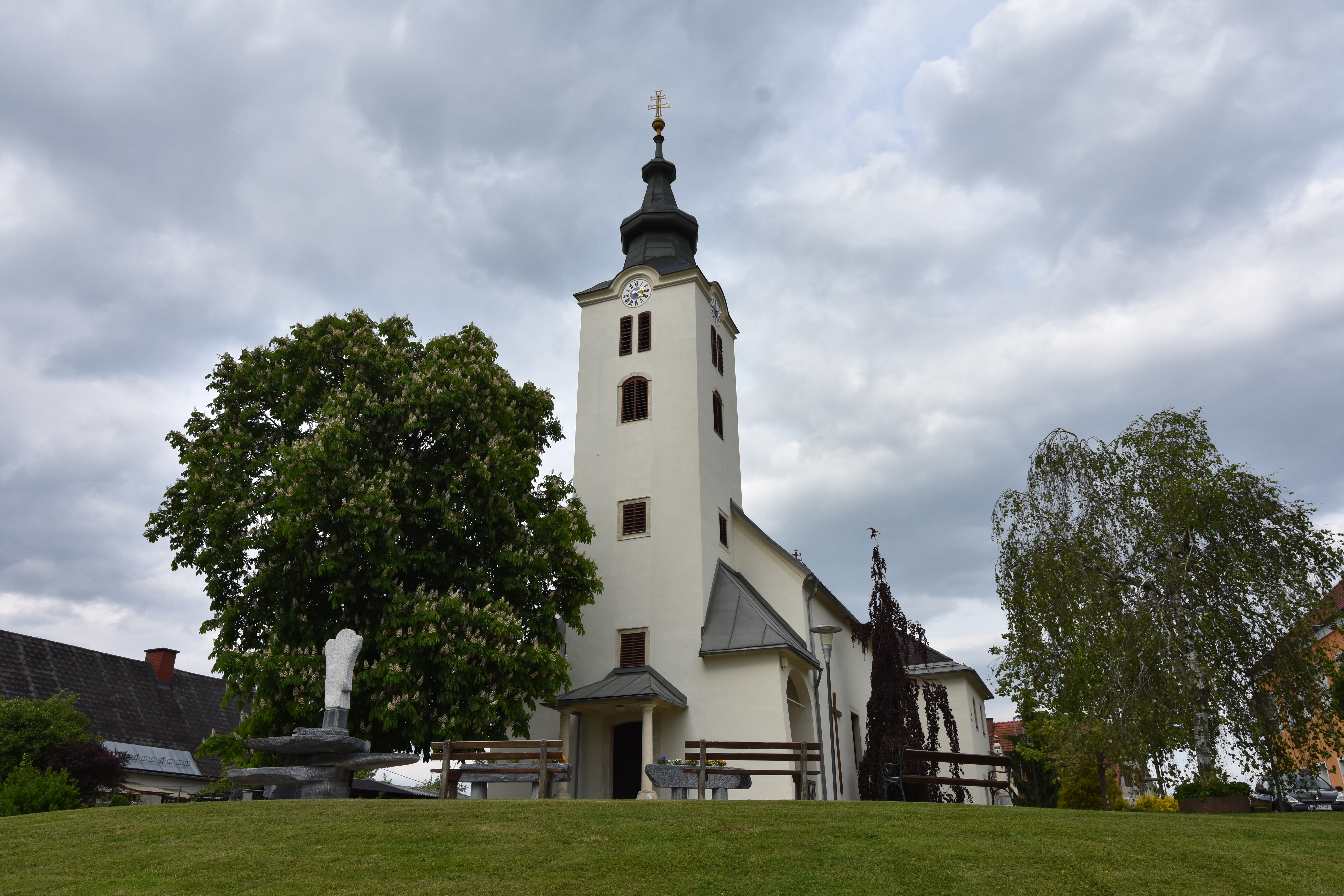
Pfarrkirche Heimschuh

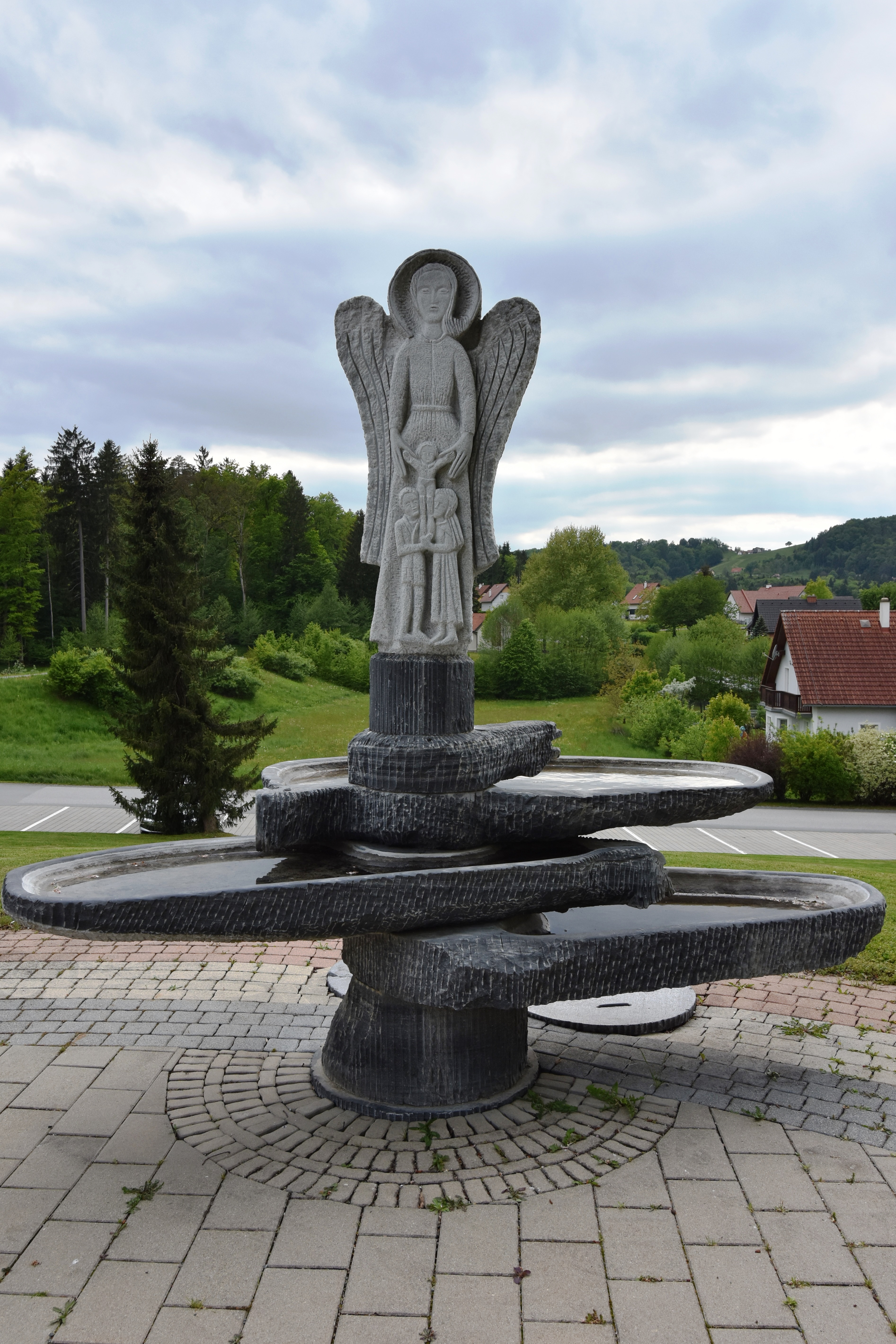
Schutzengel Heimschuh

- Katholische Pfarrkirche Heimschuh hl. Sigismund

## Wirtschaft und Infrastruktur

### Energie
2019 gründete Heimschuh eine „Energiegemeinschaft“. In der Gemeinde erzeugter überschüssiger Strom aus Photovoltaikanlagen wird nicht ins Netz eingespeist, sondern in einem eigenen Stromspeicher zwischengespeichert. Anstatt wie bisher nur 30 % können so bis zu 70 % des erzeugten Stroms wieder selbst genutzt werden. Zusätzlich werden die Netzentgelte reduziert. Es ist geplant in Zukunft den gespeicherten Sonnenstrom direkt zwischen Erzeugern und Verbrauchern zu handeln und als Gemeinde sogar stromunabhängig werden.

### Tourismusverband
Die Gemeinde bildet gemeinsam mit Großklein, Gleinstätten, Kitzeck im Sausal, St. Andrä-Höch, St. Johann im Saggautal, St. Nikolai im Sausal und Tillmisch den Tourismusverband „Sulmtal Sausal – Südsteirisches Weinland“. Dessen Sitz ist in Kitzeck im Sausal.

### Verkehr
Die wichtigste Straßenverbindung ist die Sulmtal Straße B74, die Deutschlandsberg im Westen mit Leibnitz im Osten verbindet. Der nächste Bahnhof ist rund 8 Kilometer entfernt in Leibnitz. Von dort gibt es halbstündliche Schnellbahnverbindungen nach Graz.

## Politik

### Gemeinderat
Der Gemeinderat besteht aus 15 Mitgliedern.
- Mit der Gemeinderatswahl 2020 hat der Gemeinderat folgende Verteilung: 11 ÖVP, 3 FPÖ und 1 SPÖ.[13]

| Partei            | 2020             | 2020             | 2020             | 2015             | 2015             | 2015             | 2010             | 2010             | 2010             | 2005             | 2005             | 2005             | 2000             | 2000             | 2000             |
| Partei            | Stimmen          | %                | Mandate          | St.              | %                | M.               | St.              | %                | M.               | St.              | %                | M.               | St.              | %                | M.               |
| ----------------- | ---------------- | ---------------- | ---------------- | ---------------- | ---------------- | ---------------- | ---------------- | ---------------- | ---------------- | ---------------- | ---------------- | ---------------- | ---------------- | ---------------- | ---------------- |
| ÖVP               | 652              | 64               | 110              | 670              | 55               | 9                | 851              | 74               | 11               | 842              | 69               | 11               | 652              | 57               | 9                |
| SPÖ               | 113              | 11               | 1                | 184              | 15               | 2                | 298              | 26               | 04               | 372              | 31               | 04               | 209              | 18               | 3                |
| FPÖ               | 210              | 21               | 3                | 360              | 30               | 4                | nicht kandidiert | nicht kandidiert | nicht kandidiert | nicht kandidiert | nicht kandidiert | nicht kandidiert | 244              | 21               | 3                |
| Die Grünen        | nicht kandidiert | nicht kandidiert | nicht kandidiert | nicht kandidiert | nicht kandidiert | nicht kandidiert | nicht kandidiert | nicht kandidiert | nicht kandidiert | nicht kandidiert | nicht kandidiert | nicht kandidiert | 031              | 03               | 0                |
| Bürgerliste (BLH) | 045              | 04               | 0                | nicht kandidiert | nicht kandidiert | nicht kandidiert | nicht kandidiert | nicht kandidiert | nicht kandidiert | nicht kandidiert | nicht kandidiert | nicht kandidiert | nicht kandidiert | nicht kandidiert | nicht kandidiert |
| Wahlberechtigte   | 1.656            | 1.656            | 1.656            | 1.682            | 1.682            | 1.682            | 1.638            | 1.638            | 1.638            | 1.603            | 1.603            | 1.603            | 1.412            | 1.412            | 1.412            |
| Wahlbeteiligung   | 62 %             | 62 %             | 62 %             | 73 %             | 73 %             | 73 %             | 73 %             | 73 %             | 73 %             | 77 %             | 77 %             | 77 %             | 81 %             | 81 %             | 81 %             |

### Bürgermeister
- seit ? Alfred Lenz (ÖVP).[14]

### Wappen
Blasonierung:
„Im blauen Schild einen mit einem Schwert (Kennzeichen des hl. Sigismund – Pfarrpatron) belegten, goldenen Pfahl, der rechts und links von je einem silbernen, auswärts gerichteten Flügel (Schutzengelpfarre) begleitet wird.“

### Partnergemeinden
- Nachdem sich zwischen offiziellen Repräsentanten seit Jahren über die Grenzen hinweg eine intensive Freundschaft entwickelt hatte, wurde 2012 beschlossen, eine offizielle Gemeindepartnerschaft mit der bis 1918 untersteirischen Gemeinde Bistrica ob Sotli (heute Slowenien) einzugehen.[16]

Der offizielle Festakt wurde im Rahmen des Schutzengelfestes am 2. September 2012 begangen. Der Feier wohnten unter anderem der Abgeordnete zum Nationalrat Josef A. Riemer und die Abgeordneten zum Steiermärkischen Landtag Peter Tschernko und Detlef Gruber sowie die Präsidentin des Vereins „Österreichisch-Slowenische Freundschaft“ Ivanka Gruber bei.

## Persönlichkeiten

### Ehrenbürger
- Gerhard Hartlieb († 2020), Bürgermeister von Heimschuh 1975–1992[17]
- Ernst Treiber († 2020), Direktor der Volksschule Heimschuh 1959–1988